# البطولات الأسترالية 1965 (كرة مضرب)
هنا قائمة بالبطولات الأسترالية لكرة المضرب، المعروفة الآن باسم أستراليا المفتوحة لسنة 1965:

## الكبار

### فردي رجال
روي إيمرسون هزم فريد ستول 7-9 2-6 6-4 7-5 6-1

### فردي سيدات
مارغريت كورت هزم  ماريا بيونو 5-7, 6-4, 5-2 انسحبت